# 藤原奏哉
藤原 奏哉（ふじわら そうや、1995年9月9日 - ）は、山口県山口市出身のプロサッカー選手。Jリーグ・アルビレックス新潟所属。ポジションはミッドフィールダー、ディフェンダー（サイドバック）。

## 来歴
2018年、阪南大学からギラヴァンツ北九州に加入。北九州がJ3時代の2019年まではMFとしての起用のみだった。2020年は前半戦は第9節でシーズン初出場したものの、出場した9試合中先発は2試合のみにとどまったが、後半戦に入り第23節で途中出場して以降は最終戦まで20試合連続、うち18試合で先発出場、サイドバックとして起用される機会もあり、第31節大宮アルディージャ戦でJリーグ初得点を挙げ、第35、36節と2試合連続得点を挙げるなど3得点を記録した。
2021年シーズンからアルビレックス新潟へ完全移籍。
2023年第21節のコンサドーレ札幌戦で1アシストをし、MOMに選ばれるなどの活躍をしている。

## 所属クラブ
- レオーネ山口U-12（山口市立平川小学校）
- レオーネ山口U-15（山口市立平川中学校）
- 2011年 - 2013年 ルーテル学院高等学校
- 2014年 - 2017年 阪南大学
- 2018年 - 2020年  ギラヴァンツ北九州
- 2021年 -  アルビレックス新潟

## 個人成績
| 国内大会個人成績 | 国内大会個人成績 | 国内大会個人成績 | 国内大会個人成績 | 国内大会個人成績 | 国内大会個人成績 | 国内大会個人成績 | 国内大会個人成績 | 国内大会個人成績 | 国内大会個人成績 | 国内大会個人成績 | 国内大会個人成績 |
| 年度             | クラブ           | 背番号           | リーグ           | リーグ戦         | リーグ戦         | リーグ杯         | リーグ杯         | オープン杯       | オープン杯       | 期間通算         | 期間通算         |
| 年度             | クラブ           | 背番号           | リーグ           | 出場             | 得点             | 出場             | 得点             | 出場             | 得点             | 出場             | 得点             |
| 日本             | 日本             | 日本             | 日本             | リーグ戦         | リーグ戦         | リーグ杯         | リーグ杯         | 天皇杯           | 天皇杯           | 期間通算         | 期間通算         |
| ---------------- | ---------------- | ---------------- | ---------------- | ---------------- | ---------------- | ---------------- | ---------------- | ---------------- | ---------------- | ---------------- | ---------------- |
| 2018             | 北九州           | 22               | J3               | 16               | 0                | -                | -                | 0                | 0                | 16               | 0                |
| 2019             | 北九州           | 22               | J3               | 27               | 0                | -                | -                | 2                | 0                | 29               | 0                |
| 2020             | 北九州           | 22               | J2               | 29               | 3                | -                | -                | -                | -                | 29               | 3                |
| 2021             | 新潟             | 25               | J2               | 40               | 0                | -                | -                | 1                | 0                | 41               | 0                |
| 2022             | 新潟             | 25               | J2               | 41               | 4                | -                | -                | 0                | 0                | 41               | 4                |
| 2023             | 新潟             | 25               | J1               | 24               | 0                | 3                | 0                | 1                | 0                | 28               | 0                |
| 2024             | 新潟             | 25               | J1               | 37               | 5                | 8                | 0                | 1                | 0                | 46               | 5                |
| 2025             | 新潟             | 25               | J1               |                  |                  |                  |                  |                  |                  |                  |                  |
| 通算             | 日本             | 日本             | J1               | 61               | 5                | 11               | 0                | 2                | 0                | 74               | 5                |
| 通算             | 日本             | 日本             | J2               | 110              | 7                | -                | -                | 1                | 0                | 111              | 7                |
| 通算             | 日本             | 日本             | J3               | 43               | 0                | -                | -                | 2                | 0                | 45               | 0                |
| 総通算           | 総通算           | 総通算           | 総通算           | 214              | 12               | 11               | 0                | 5                | 0                | 230              | 12               |

- Jリーグ初出場 - 2018年5月3日 J3第9節 vs ブラウブリッツ秋田 （あきぎんスタジアム）
- 公式戦初得点 - 2018年5月13日 第22回福岡県サッカー選手権大会 兼 天皇杯 JFA 第98回全日本サッカー選手権大会福岡県予選 決勝 vs 福岡大学サッカー部（レベルファイブスタジアム）
- Jリーグ初得点 - 2020年11月4日 J2第31節 vs 大宮アルディージャ（ミクニワールドスタジアム北九州）

## タイトル

### クラブ
アルビレックス新潟
- J2リーグ：1回（2022年）

ギラヴァンツ北九州
- J3リーグ：1回（2019年）

## 選抜歴
- 2016年 関西大学選抜
- 2017年 関西大学選抜